# Сарур, Гильермо
Гильермо Сарур (исп. Guillermo Zarur) (20 июля 1932, Косолапа, Оахака, Мексика — 8 августа 2011, Мехико, Мексика) — известный мексиканский актёр палестинского происхождения.

## Биография
Родился 20 июля 1932 года в Косолапе. Дебютировал в 1968 году и с тех пор снялся в 20 телесериалах, полнометражных кинофильмов на счету актёра нет. Итого работе в телесериалах актёр посвятил 54 года своей жизни. В 1985 году снимался в культовом телесериале Никто кроме тебя в роли Рамона — добродушного слуги в очках, а в 1996 году снимался в культовом телесериале Узы любви в роли профессора Мариано Переса, благодаря этим ролям актёра узнали во многих странах мира. В 2007 и в 2009 годах актёр был номинирован дважды на премии Calendario de Oro и Califa de Oro, оба раза ему удалось одержать победу. Благодаря заслугам перед зрителями, в 2011 году актёр был удостоен именной звезды на площади звёзд в Мехико. В том же году, в мае у актёра диагностировали проблемы с сердцем и почками, лечение увы не помогло актёру.
Скончался 8 августа 2011 года в Мехико от остановки сердца и почек. Тело актёра было кремировано и прах актёра был захоронен в Церкви в Мехико.

## Фильмография

### Телесериалы

#### Свыше 2-х сезонов
- 1985-2007 — Женщина, случаи из реальной жизни (17 сезонов) (актёр принял участие в съёмках 12 сезонов с 1996 по 2006 гг.)

#### Televisa
- 1968 — Люди без надежды
- 1972 — Это он, Фелипе Рейес
- 1973 — Уважаемый сеньор Вальдес
- 1974 — Треугольник — Дон Фермин.
- 1975 — Моя секретарша
- 1977-78 — Рина — Хавьер.
- 1985 — Никто кроме тебя — Рамон.
- 1993 — Сон любви — Начо.
- 1996 — Мне не жить без тебя — Уртадо.
- 1996 — Узы любви — Профессор Мариано Перес.
- 1997 — Мария Исабель[исп.]
- 1997 — Материнское чувство
- 1997 — У Души нет цвета — Дон Фульхенсио.
- 1998 — Богиня любви — Клементе.
- 1999 — Рождественская сказка
- 2000-01 — За один поцелуй — дед.
- 2003 — Твоя история любви — Эваристо.
- 2009-10 — Очарование — Иезекииль Флорес.
- 2010-11 — Тереза — Дон Порфирио Вальверде.